# Изчезнал в природата вид
Изчезнал в природата вид (на английски: Extinct in the wild, EW) е природозащитен статут на вид или по-нисък таксон, единствените известени членове на когото, са живеещи или отглеждани в плен или като интодуцирана популация извън историческия си ареал.
Червения списък на световнозастрашените видове на Международния съюз за защита на природата от 2008 година, включва 37 таксона животни и 28 растения, изчезнали в дивата природа.

## Реинтродукция
Реинтродукцията може да бъде една възможност за някои видове, които са застрашени или изчезнали в дивата природа.
Това е съзнателното освобождаване на видове в дивата природа, от плен или преместени от други области, където този вид оцелява. Въпреки това, може да бъде трудно да се въведе отново един Изчезнал в природата вид обратно в дивата природа, дори когато неговите естествените местообитания са възстановени, защото техниките за оцеляване, които често са предавани от родители на потомството по време на родителството, може да са загубени. Докато усилията за опазване могат да запазят отчасти генофонда на даден вид, вида може никога да не се възстанови напълно.